# Linha de frente

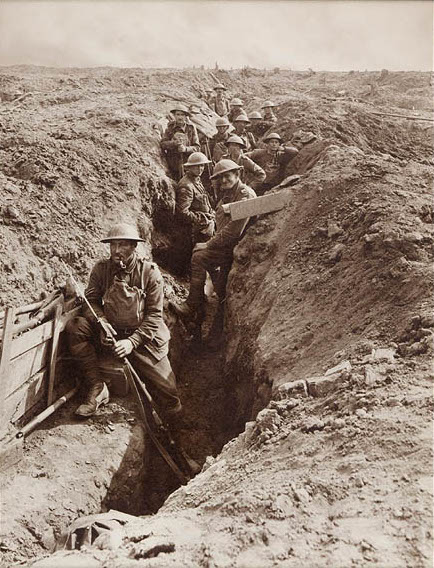
Soldados australianos nas linhas de frente durante a Primeira Guerra Mundial

A linha de frente é um termo debatido pelos maiores serviços das forças armadas do mundo. É uma medida de controle de espaço de combate que designa as forças amigas ou inimigas mais à frente, presentes na zona de combate durante um conflito armado ou guerra; seja uma infantaria regular ou de reconhecimento. Pode também identificar a localização mais adiantada de forças de cobertura e screening. Normalmente a linha de frente é colocada antes, além, ou na ponta mais adiantada do campo de batalha.
A Primeira Guerra Mundial mostrava as linhas de frente mais claramente definidas conhecidas até hoje: as linhas de frente na França foram quase todas marcadas por trincheiras. Em conflitos globais modernos, a guerra está sendo travada com métodos não convencionais, devido ao aumento do terrorismo.